# The Sydney Morning Herald
The Sydney Morning Herald (SMH) – najstarsza istniejąca do dzisiaj australijska gazeta. Pismo zostało założone w 1831 przez trzech byłych dziennikarzy Sydney Gazette, pierwszej gazety wydawanej w Australii (jej ostatni numer ukazał się w 1842 roku). Początkowo nosiło tytuł The Sydney Herald i było tygodnikiem. W 1840 gazeta zaczęła ukazywać się codziennie. Rok później kupił ją John Fairfax, który w 1842 dodał do jej tytułu słowo Morning, co miało podkreślać, że jest dostępna dla czytelników już od samego rana (w przeciwieństwie do popołudniówek). Założona przez niego firma, aktualnie nosząca nazwę Fairfax Media, wciąż jest wydawcą gazety. 
SMH wydawane jest od poniedziałku do soboty, w formacie broadsheet. W roku 2007 średnia sprzedaż wynosiła niespełna 213 tysięcy egzemplarzy w dni powszednie i 364 tysiące w soboty. Siostrzanym tytułem ukazującym się w niedziele – lecz posiadającym zupełnie odrębną redakcję – jest The Sun-Herald. 
Pismo uważane jest za raczej konserwatywne i bliskie Partii Liberalnej. W ostatnich latach stara się walczyć z tym wizerunkiem, rezygnując z jednoznacznego popierania w wyborach konkretnego ugrupowania lub wręcz wskazując niekiedy na Partię Pracy.